# Алексей Михайличенко
Алексей Михайличенко е бивш съветски и украински футболист, полузащитник. Футболист на годината в СССР за 1988 г. Известен с играта си за Динамо Киев и националният отбор на СССР.

## Футболна кариера
Започва кариерата си в Динамо Киев. Дълго време е резерва и не успява да разкрие пълния си потенциал. Налага се в отбора чак през 1986, когато вкарва 12 гола за 20 мача, а Динамо дублира титлата си от предходната година. На 29 април 1987 дебютира за националния отбор на СССР в мач с ГДР. Треньорът Валери Лобановский налага Алексей в Динамо и националният отбор и Михайличенко става един от водещите футболисти в страната. През 1988 участва на европейското първенство, отбелязва попадение в мача с Англия, спечелен от съюза с 3-1. „Червената армия“ достига финала на шампионата, но губи от Холандия с 2-0. Участва и на олимпийските игри в Сеул същата година и е с основен принос за титлата на съюза. Алексей завършва като голмайстор на отбора с 5 попадения. В края на годината украинецът остава четвърти в гласуването за Златната топка. Избран е за футболист на годината в СССР.
Миха продължава да е един от най-добрите играчи на Динамо и националният отбор, но няколко седмици преди световното през 1990 г. получава травма в контрола с Израел и пропуска турнира. След края на шампионата преминава в италианския Сампдория за 3,5 млн. долара. В състава на Самп личат имената на Джанлука Виали, Джанлука Палиука и Роберто Манчини. С този звезден състав отборът от Генуа става шампион на страната. Като цяло представянето на Михайличенко е разочароващо и въпреки че е титуляр, играта му не върви. За 24 мача той отбелязва едва 3 попадения. През лятото на 1991 преминава в Глазгоу Рейнджърс, подписвайки за 4 години. След много силен първи сезон и „златен дубъл“ (титла и купа) Алексей е избран за капитан на националния отбор на ОНД, който участва на Евро 1992. Тимът отпада още в груповата фаза на турнира.
През 1992/93 и 1993/94 Михайличенко отново печели първенството и е сред лидерите на Рейнджърс. През сезон 1994/95 е измъчван от контузии и почти не играе. Въпреки че договорът му изтича, треньорът Уолтър Смит разчита на Алексей и удължава контракта му за още един сезон. В последния си сезон като футболист успява да запише 11 мача.

## Като треньор
От 1997 е помощник-треньор на Валери Лобановский в Динамо. След смъртта на Лобановский през 2002 поема родния си клуб. Печели два пъти титлата на Украйна и веднъж националната купа. В началото на 2005 поема младежкият национален отбор на Украйна и ги извежда до финал на европейското първенство 2006. През 2008 е назначен за треньор на мъжкия отбор на Украйна. За 20 мача начело на селекцията, записва 12 победи, но не успява да класира отбора на световно първенство и е уволнен. От 2012 е помощник-треньор на Динамо Киев.

## Успехи

### Като футболист
- Шампион на СССР – 1985, 1986, 1990
- Купа на СССР – 1985, 1987, 1990
- Европейски вицешампион – 1988
- Олимпийски шампион – 1988
- Шампион на Италия – 1991
- Шампион на Шотландия – 1992, 1993, 1994, 1995, 1996
- Купа на Шотландия – 1992, 1993, 1994
- Купа на лигата на Шотландия – 1992, 1993
- Футболист на годината в СССР – 1988
- Заслужил майстор на спорта – 1988
- Номиниран за Златна топка – 4 място (1988)

### Като треньор
- Шампион на Украйна – 2003, 2004
- Купа на Украйна – 2003